# Orłowo (Biała Piska)
Orłowo (deutsch Orlowen, 1938 bis 1945 Siegmunden) ist ein Dorf in der polnischen Woiwodschaft Ermland-Masuren, das zur Gmina Biała Piska (Stadt- und Landgemeinde Bialla, 1938 bis 1945 Gehlenburg) im Powiat Piski (Kreis Johannisburg) gehört.

## Geographische Lage
Orłowo liegt im Südosten der Woiwodschaft Ermland-Masuren, zwölf Kilometer östlich der Kreisstadt Pisz (deutsch Johannisburg).

## Geschichte
Das Dorf Orlowen, um 1540 Orloffen und um 1579 Orlowo genannt, wurde 1448 durch den Deutschen Ritterorden als Freigut mit 30 Hufen nach magdeburgischem Recht gegründet. 
Der Ort gehörte zum Kreis Johannisburg im Regierungsbezirk Gumbinnen (ab 1905: Regierungsbezirk Allenstein) in der preußischen Provinz Ostpreußen. Im Jahr 1874 wurde er in den neu errichteten Amtsbezirk Ruhden eingegliedert.
222 Einwohner waren im Jahr 1910 in Orlowen gemeldet. 1933 betrug ihre Zahl 225. Aufgrund der Bestimmungen des Versailler Vertrags stimmte die Bevölkerung im Abstimmungsgebiet Allenstein, zu dem Orlowen gehörte, am 11. Juli 1920 über die weitere staatliche Zugehörigkeit zu Ostpreußen (und damit zu Deutschland) oder den Anschluss an Polen ab. In Orlowen stimmten 160 Einwohner für den Verbleib bei Ostpreußen, auf Polen entfielen keine Stimmen.
Am 3. Juni 1938 wurde Orlowen aus politisch-ideologischen Gründen der Abwehr fremdländisch klingender Ortsnamen in „Siegmunden“ umbenannt. 1939 belief sich die Einwohnerzahl auf 211.
In Kriegsfolge wurde das Dorf 1945 mit dem gesamten südlichen Ostpreußen an Polen überstellt und erhielt die polnische Namensform „Orłowo“. Heute ist es Sitz eines Schulzenamtes (polnisch Sołectwo) und somit eine Ortschaft im Verbund der Stadt- und Landgemeinde Biała Piska (Bialla, 1938 bis 1945 Gehlenburg) im Powiat Piski (Kreis Johannisburg), bis 1998 der Woiwodschaft Suwałki, seither der Woiwodschaft Ermland-Masuren zugehörig. Im Jahre 2011 zählte Orłowo 113 Einwohner.

## Religionen
Bis 1945 war Orlowen resp. Siegmunden in die evangelische Kirche Bialla in der Kirchenprovinz Ostpreußen der Kirche der Altpreußischen Union sowie in die römisch-katholische Kirche Johannisburg im Bistum Ermland eingepfarrt.
Heute gehört Orłowo katholischerseits zur Pfarrei Biała Piska im Bistum Ełk der Römisch-katholischen Kirche in Polen. Evangelischerweits orientieren sich die Einwohner zur Kirchengemeinde ebenfalls in Biała Piska, einer Filialgemeinde der Pfarrei Pisz in der Diözese Masuren der Evangelisch-Augsburgischen Kirche in Polen.

## Schule
Orlowen wurde im Jahre 1737 ein Schulort.

## Verkehr
Orłowo liegt an einer Nebenstraße, die bei Kaliszki (Kallischken, 1938 bis 1945 Flockau) von der Landesstraße 58 abzweigt und nach Ruda (Ruhden) bzw. Giętkie (Gentken) führt. Außerdem besteht eine Landwegverbindung von Zabielne (Sabielnen, 1938 bis 1945 Freundlingen) nach Orłowo. 